# Hold On (canción de Good Charlotte)
«Hold On» es el octavo sencillo del segundo álbum de estudio de Good Charlotte, The Young And The Hopeless. Fue escrita en respuesta a las personas quienes les habían escrito a la banda diciendo que estaban pensando en suicidarse. En el vídeo musical aparecen los sobrevivientes hablando de sus experiencias, tanto la de perder un ser querido como recordar un tiempo que fueron suicidas.

## Listado
1. «Hold On»
2. «Girls & Boys» (Abbey Road Session)
3. «The Story of My Old Man» (Abbey Road Session)
4. «Hold On» (Video)

## Posicionamiento
| Listas (2003)          | Posición |
| ---------------------- | -------- |
| German Singles Chart   | 67       |
| UK Singles Chart       | 34       |
| U.S. Billboard Hot 100 | 63       |